# 会計チーフはゆ〜うつ
『会計チーフはゆ〜うつ』（かいけいチーフはゆーうつ）は、おーはしるいによる日本の4コマ漫画作品。芳文社の雑誌『まんがタイムラブリー』（月刊）にて1997年3月号から2004年9月号までと、2005年1月号から2007年5月号まで、また『まんがタイムナチュラル』（不定期刊・2003年廃刊）では2000年4月号から2002年1月号まで連載された。芳文社で連載される以前の1996年に発売された森下裕美の『ここだけのふたり!』増刊号（竹書房）にゲストとして『藤本君の災難』というタイトルで5ページ掲載されている。

## 概要
- 番外編として『エリザベスもゆ〜うつ』が『まんがタイムナチュラル』にて2002年8月号から2003年10月号（最終号）まで連載、単行本第4巻・第5巻収録。
- 『まんがタイムラブリー』8周年（号数不明）の際には、千葉なおこの『OLパラダイス』とのコラボレーション作品が掲載、単行本第4巻収録。
- ほかの作品同様、2005年3月号から（点目であるチーフと母親を除いた）キャラクターの目のハイライトの描写が楕円から小さい丸に変わった。
- 最終巻7巻にはスピンオフとして中山の飼い猫・たかこが主人公の『たかこはゆ〜うつ』と、中山の告白から5年後の『プロポーズはゆ～うつ』が掲載。最終話の後に単行本2巻収録と同時期の未収録作も掲載された。
- 『Welcome! つぼみ園』はこの作品の15年後にあたる。

## あらすじ
千葉県松戸市にある（株）セブン商事松戸会計事務所。この事務所には独身の4名しか所員がいない。会計チーフを務める藤本靖は、本来ならば事務所を統轄すべき役職であるにもかかわらず、いつもミスを連発してしまい、部下の中山有里子や大崎由紀から逆に叱られながら仕事をしている。傍から見れば彼は明らかに“ダメな上司”なのだが、そのチーフに対して何故か中山は…?ある意味“理想的な”職場での様々な人間関係や恋愛模様が、時にコミカルに、時に切なく描かれる。

## 主な登場人物
藤本 靖（ふじもと やすし）
（株）セブン商事松戸会計事務所の会計チーフ。役職名がそのまま通称化し「チーフ」と呼ばれる。9月20日生まれの乙女座。血液型A型。32歳。入社10年目。熊本県出身。実家は焼酎を製造・販売していて、弟が跡を継いでいる。
「チーフ」という肩書きは名ばかりで、捺印忘れや書式違いから、提出したと思っていた重要書類が大掃除で発見されたりなど、幅広いミスを手がけ、発覚のたびに部下である中山達から叱られたりしている。松戸事務所に赴任する前まではミスは多発させていなかったと当時の部下に言われていたが、ただ単に多発させるほど長期間いなかっただけらしい。
部下からは敬語はほとんど使われておらず、むしろ部下に良い様に使われている。しかし、一緒に泊りがけでスキーに行ったり、皆を自宅に招いて一緒にお菓子作りをしたり、キャンプを主催したりなど、実は普通の部下と上司よりも関係は良好であるといえよう。
料理や掃除・洗濯などの家事を得意とし、手芸もプロ並み。所員のお茶は全部自分で淹れており、その上手さは他の所員には真似できない。金欠状態に陥った中山のために、半月にわたって昼食・夕食を作り続け喜ばせたことも。
事務所内に紛れ込んだジャンガリアンハムスター（♂）を引き取り、「エリザベス」（通称「リズ」）と名付けて飼っている。その溺愛ぶりは中山が嫉妬するほどで、リズが世界で一番可愛いと思っている。常に室温が23度になるように、エアコンは24時間つけっ放しているため電気代は月15000円になる。ペット不可のアパートに住んでいたが、後に松戸市小金原のペット可のところに転居。
既に独身の友人は全員結婚してしまった。「付き合っている相手」と認識していた女性に、貯金を丸ごと持ち逃げされた過去を持つ。結婚するなら、相手は母親と同じタイプの仕事に生きる人が理想で、自分が家事をやり、作ったゴハンを食べて「おいしい」って言って欲しいと言う。
子供の頃の夢は巨大ロボットを作る人。高校時代は卓球部だったが、ユニフォームの繕いなどで重宝されるのみであった。近所の保育園でお手伝いをしていたこともあり、それがきっかけで2007年4月号で保育士免許を取得、勤務先の保育園も決定となり会社を辞めることに。5年後中山と結婚、婿入りし中山姓となる。その後、子供好きを遺憾無く発揮、スーパー保育士として伝説の人となり、堅実に貯めた貯金で自分の保育園を開く。『ラブリー』での次の連載作品『Welcome! つぼみ園』はこの保育園を舞台にしており、園長先生として引き続き登場する。
翌日にイベントがあると眠れないことが多く、チーフに昇進しての初出勤日や結婚式などの前夜には入眠が極めて遅くなった挙句に当日寝坊して、遅刻した。
モデルは作者の元上司。
中山 有里子（なかやま ゆりこ）
（株）セブン商事松戸会計事務所に勤めるOL。3月23日生まれの牡羊座。血液型B型。24歳。入社4年目。松戸市出身。
チーフのことが好きで恋愛の対象として意識しているが、生来の気の強さゆえか、なかなか告白できずにいた。他の男からの告白を断るために、1回「私、この人（チーフ）が好きなのっ」と発言した際には、チーフ本人を含め周囲の誰も信じなかったが、リズと小田くんには気付かれていた。好きな子はいじめるタイプ。時には、チーフのことを考えて眠れない夜を過ごすことも。
腕っぷしは強く、学生時代には浮気した彼氏を殴って病院送りにした経験を持つ。川を泳いでいる魚は素手で直接獲れ、パソコンを叩いて直そうとすれば叩き壊す。
子供の頃の夢は“仕事に生きる”。実際に有能であり、また英検1級、簿記1級、漢字検定1級、大型免許、宅建等数多くの資格を持つ。高校時代にも、早く世の中を知ろうと、受付事務、ウェイトレス、花屋、本屋、コンビニ、酒屋、パン屋、鈑金、配線工事等様々なアルバイトをしており、この時点で自分にサービス業は無理であると気付いたという。
料理は下手で、自炊して入院したり、ケーキを贈って相手を入院させたりすることが可能なレベル。自宅の冷蔵庫には醤油とビールと水と消臭剤しか入っていない。料理学校に通ったり、家庭料理技能検定を受験したりしているが、芳しくない。また、手芸も素人以下。
チーフが拾ってきた猫（♀）を引き取り、チーフの名前が「やすし」→「安い」の対義語から「たかし」→メスなので「たかこ」と名付けて飼っており、たかこが世界で一番可愛いと思っている。『まんがタイムジャンボ』2006年9月号では、たかこを主人公とした『たかこはゆ〜うつ』を読み切り掲載している。2007年5月号で、チーフについに告白。次期チーフ候補であったが、公認会計士免許を取得するため、退社した。5年後にチーフと結婚した。チーフが開いた保育園には、子供によっては泣かれる為あまり行かない。
モデルは作者の友人。
大崎 由紀（おおさき ゆき）
（株）セブン商事松戸会計事務所に勤めるOL。11月25日生まれの射手座。血液型O型。24歳。短大卒で、入社4年目。関東圏内の地方県（群馬県）出身。
子供の頃の夢はお姫様。理想の彼氏を日々追い求めて、合コンに参加して約50人釣ったり、社内の他部署の男性に手を出したりなど、精力的に活動していながら、毎年12月24日は予定が埋められずにいた。周囲には以前から、最も近しい異性は地元に住む幼馴染の広樹（後述）ではないかと目されていたのに対し、本人はこれを躍起になって否定していたが、結局いつの間にか付き合っていた。
チーフと中山が両想いだということに気づき、なかなか告白しない2人に苛立って中山に告白を諭した。
何故か社の上層部や取引先に知り合いが多く、本部長を脅したり、商品部の社外秘情報を入手できるほどの情報収集能力を有している。しかし、広樹との結婚と同時に（田舎へ帰るため）寿退職してしまう。5年後には既に4人子供を産んでおり、また妊娠していた。あまりの子供の多さに「村一番の子宝母さん」と呼ばれる。
沼 春江（ぬま はるえ）
通称「沼ちゃん」。（株）セブン商事松戸会計事務所に勤めるOL。7月20日生まれの蟹座。血液型O型。23歳。入社3年目。長野県出身。
霊感が強く、またオカルト関係の知識が豊富。占いにも凝っている。不審な死者が多発しているという理由だけでスポーツジムにも通っている。5歳頃に、天からものすごい光が降って来て、私の中に入りこんできた経験を持つ。子供の頃の夢は生霊で本人曰く「もう叶っちゃった」。霊媒師をも畏怖させる実力。
清浄なもの（明るい日差し、子供の無垢な瞳、健康的な人達の笑顔、など）に弱い。
事務所で一番早く彼氏ができた。本人曰く「好きな人と幽体離脱して、あの世の果てまで行ってみたい」。2007年3月号で小田陽二とめでたく結婚し小田姓に。藤本チーフらが退職し5年後、チーフに昇格しており、お腹に夫陽二との赤ちゃんが出来た。長男を出産後、霊感は消えてしまうが、その能力は丸ごと息子へ移り、ホーンテッド・アパートは彼の友達で一杯と化す。
この会社の社員の中で唯一『つぼみ園』に出ていないが、後に息子の晴太（せいた）が『つぼみ園』にゲストで登場する。
小田 陽二（おだ ようじ）
沼ちゃんの彼氏。松戸署に勤める刑事。29歳。チーフの大学の後輩。
彼女とは正反対で、霊については鈍感だが、仕事柄たくさんの霊を連れてくるため、沼ちゃんには喜ばれる。「恋愛成就」と「悪霊退散」のお札を間違えてしまう能天気さ。住んでいるアパートには多数の霊が憑いており、ホーンテッド・アパートと呼ばれている。沼春江と結婚後転勤になり単身赴任。
白石 広樹（しらいし ひろき）
通称「ヒロ」。大崎の幼馴染で、大崎の実家の向かいの酒屋の息子。周囲からは婚約者と見なされており、結局2007年3月号で大崎と結婚。自分達の村の過疎を食い止めるため、子作りに励む。夢は家族だけのサッカーチーム。
太郎（たろう）
中山の甥。幼稚園児。登場時は中山のことが好きで、同じ髪型にしていた。その後、チーフと同じ髪型・メガネに変更。現在は、幼稚園の先生の好みのタイプと同じにしている。

## 主な舞台
最も多く描かれる舞台は、当然、主要登場人物4名の勤める（株）セブン商事松戸会計事務所だが、その他にも、よく描かれている場所の一部を挙げる。
（株）セブン商事松戸会計事務所
4人の勤務先。松戸駅から徒歩5分。資料室には霊が棲み付いている。第2巻の途中で移転。
居酒屋「あら井」
皆でよく飲みに行く。
ホテル「カナルト」
チーフのお見合いで使われたほか、皆でレストランに食べに行ったりなど。無理心中が12件、殺傷沙汰が46件発生している。
ファミリーレストラン「Penny's」
主に、沼ちゃんと小田くんの待合せ場所。

## 書誌情報
単行本 - 芳文社より「まんがタイムコミックス」として全7巻が刊行されている。
1. 第1巻（1999年12月18日発行） ISBN 4-8322-6156-8
2. 第2巻（2001年3月17日発行） ISBN 4-8322-6199-1
3. 第3巻（2002年9月18日発行） ISBN 4-8322-6264-5
4. 第4巻（2003年12月18日発行） ISBN 4-8322-6314-5
5. 第5巻（2004年12月18日発行） ISBN 4-8322-6368-4
6. 第6巻（2006年6月22日発行） ISBN 4-8322-6466-4
7. 第7巻（2007年6月21日発行） ISBN 978-4-8322-6552-3